# Democratisch deficit van het Koninkrijk der Nederlanden
Het democratisch deficit van het Koninkrijk der Nederlanden  werd in 2001 door de Raad van State gedefinieerd als: “...het ontbreken van volledig gelijkwaardige democratische representatie van de bevolking van het Koninkrijk bij besluitvorming op Koninkrijksniveau”.
In het algemeen wordt gesproken van een democratisch deficit indien ogenschijnlijke democratische organisaties of instellingen (met name regeringen van landen) in de praktijk van het besturen tekortschieten in het nakomen van principes van een parlementaire democratie.
In 1997 heeft Ernst Hirsch Ballin, toen Eerste Kamerlid, in de Eerste Kamer gepleit voor het oprichten van een Koninkrijksparlement. Zijn pleidooi kwam voort uit de behoefte van de toenmalige landen Aruba en de Nederlandse Antillen aan democratische controle op aangelegenheden van het Koninkrijk der Nederlanden.
Het ontbreken van (volledige) gelijkwaardigheid van de vier Koninkrijkslanden is in wezen in strijd met het gelijkheidsbeginsel verankerd in de grondrechten van vele (moderne) democratieën.

## Een tekort in het democratisch functioneren
De Caribische landen binnen het Koninkrijk (Aruba, Curaçao en Sint Maarten) zijn van opvatting dat hun invloed op Koninkrijkszaken te gering is, zodat hun standpunten te gemakkelijk kunnen worden verworpen. 
Omdat er geen parlement op Koninkrijksniveau bestaat, is er geen formele parlementaire controle op de Rijksministerraad. Er is geen of onvoldoende inbreng van volksvertegenwoordigers bij de besluitvorming op het niveau van het Koninkrijk, bijvoorbeeld bij het tot stand brengen van wetgeving, en bij de controle op de besluiten van de ministerraad van het Koninkrijk.
In 2009 stelde de P.N.P-fractie, binnen de voormalige Staten van de Nederlandse Antillen, de instelling van een constitutioneel hof voor. De Samenwerkingsregeling Nederlandse Antillen en Aruba bood hier de mogelijkheid voor. Een andere mogelijkheid is de instelling van een hof van arbitrage, dat bij juridische geschillen tussen het Koninkrijk en de landen en tussen de landen onderling weloverwogen een oordeel kan uitspreken. De instelling van een dergelijk orgaan zal volgens genoemde fractie mede leiden tot een duurzame oplossing voor de al lang als knellend ervaren problematiek van het democratisch deficit binnen het Koninkrijk.
De Commissie Democratisch Deficit geeft in haar rapport "Kiezen voor het Koninkrijk", dat is uitgebracht op 11 november 2009, een uitgebreide verhandeling over opvattingen inzake het democratisch tekort. Deze onafhankelijke commissie is door het Parlementair Overleg Koninkrijksrelaties (POK) in juni 2008  gevraagd te rapporteren over de democratische legitimiteit van besluitvorming in het Koninkrijk.

## Tekortkomingen
De volgende tekortkomingen in het democratisch functioneren worden in het rapport "Kiezen voor het Koninkrijk" genoemd:
1. Er is sprake van zeer beperkte omvang van Koninkrijkswetgeving.
2. De moderne tijd stelt nieuwe eisen aan democratische besluitvorming.
3. Bij de controle op het Rijksbeleid zijn beïnvloedingsmogelijkheden van Aruba, Curaçao en Sint Maarten gering.
4. De invloed vanuit Aruba, Curaçao en Sint Maarten op de vorming van “gewone” rijkswetgeving worden niet volledig benut.
5. De totstandkoming van consensusrijkswetgeving is onduidelijk over de procedurele gevolgen van het consensusvereiste.
6. Op Koninkrijksniveau bestaat meer ruimte voor gedelegeerde regelgeving dan in de afzonderlijke landen door de wetgever wenselijk wordt geacht.
7. Burgers van Aruba, Curaçao en Sint Maarten ontberen in veel gevallen het kiesrecht voor de Nederlandse Staten-Generaal.

Mogelijk andere te noemen tekortkomingen:
1. Afwezigheid van een rechtstreeks door de inwoners van alle Koninkrijkslanden gekozen Koninkrijksparlement.
2. Gebrek aan laagdrempelige (meertalige) informatie (met name Engelstalig) over het Koninkrijk / Koninkrijksaangelegenheden inclusief officiële documenten zoals bijvoorbeeld het Statuut van het Koninkrijk.
3. Afwezigheid Hof van Arbitrage om onderlinge juridische geschillen tussen de landen van het Koninkrijk ( ook inzake het democratisch tekort) op te lossen.

## Mogelijke oplossingen
Mogelijke oplossingen die in het rapport "Kiezen voor het Koninkrijk" worden genoemd:
1. Parlementaire documenten en andere relevante informatie digitaal ontsluiten via een eigen parlementaire website.
2. De Rijksministerraad vragen jaarlijks een strategisch beleidsdocument te publiceren.
3. Het interparlementaire overleg intensiveren.
4. De parlementen van de Caribische landen in het Koninkrijk zouden de bestaande mogelijkheden van het Statuut tot invloed op rijkswetgeving beter moeten benutten.
5. De Staten van de Caribische landen van het Koninkrijk dienen elk een permanente liaison bij de Staten-Generaal te benoemen die voor landsparlementen relevant beleid en wetgeving volgt.
6. Aard en onderwerp van consensusrijkswetgeving regelen in een “interinstitutioneel akkoord” tot uitleg van het Statuut voor het Koninkrijk der Nederlanden.
7. De Koninkrijksregering dient voor het uitvaardigen van zelfstandige algemene maatregelen van rijksbestuur dezelfde maatstaven te hanteren als de Nederlandse regering doet voor zelfstandige algemene maatregelen van bestuur.
8. Aan de Nederlanders woonachtig op Aruba, Curaçao en Sint Maarten van 18 jaar en ouder dient op dezelfde voet als aan alle andere Nederlanders naast het passieve ook het actieve kiesrecht voor de Tweede Kamerverkiezingen te worden verleend.

Mogelijke ander aan te dragen oplossingen:
1. Instelling Koninkrijksparlement met een representatieve en substantiële vertegenwoordiging van ook de Caribische Koninkrijkslanden.
2. Meertalige bekendmaking wettelijke producten in ieder geval naast de Nederlandse ook in de Engelse taal in verband met taalgebruik Caribische bevolking.
3. Instellen Constitutioneel Hof of Hof van Arbitrage voor het oplossen van onderlinge geschillen.